# Rallus tenuirostris
Rallus tenuirostris (лат.) — вид птиц из семейства пастушковых. Подвидов не выделяют.

## Распространение
Эндемики высокогорных пресноводных болот в Мексике. Обитают в центральной части страны.

## Описание
Длина тела 33-42 см; самец весит 271—331 г, самка 220—268 г. Самец темной морфы обычно более тусклый, несколько менее темный и менее выраженный на верхней стороне тела, чем представители вида Rallus elegans, и имеет белые подбородок и горло, контрастирующие с широкой бледно-коричнево-розовой скуловой полосой; нижняя сторона тела рыжая, по бокам тускло-коричневая (с розоватым отливом) с белым или розовато-коричневая, подхвостье в основном белое; ноги коричневато-телесные. Бледная морфа имеет центр нижней части тела (от центра грудки до верхней части живота) очень бледный, белый с розовато-коричным оттенком. Самцы и самки похожи. Молодые особи более тусклые и темные сверху, чем взрослые, и более светлые, беловатые со светло-розовато-коричным оттенком, снизу. У них более бледные нижние части тела, а бока пятнистые, серо-коричневые и размытые светло-розоватые.

## Биология
В рацион входят в основном ракообразные, особенно раки, а также моллюски, водные и наземные насекомые. Предположительно птицы также ловят пауков, рыб, земноводных.
В одном из гнёзд была обнаружена кладка из пяти беловатых с коричневыми пятнами яиц.